# ドント・ギヴ・アップ・オン・ミー
『ドント・ギヴ・アップ・オン・ミー』（Don't Give Up on Me）は、ソロモン・バークが2002年7月に発表したスタジオ・アルバム。

## 解説
シンガーソングライターとしても活動しているジョー・ヘンリーがプロデューサーを務めた。ヘンリーが提供した楽曲「フレッシュ・アンド・ブラッド」は、後にヘンリーのソロ・アルバム『Tiny Voices』（2003年）でセルフ・カヴァーされている。また、ヘンリーの呼びかけにより、バークのファンであるボブ・ディラン、トム・ウェイツ、ヴァン・モリソン、エルヴィス・コステロ、ブライアン・ウィルソン、ニック・ロウ等が楽曲を提供した。
バークの母国アメリカでは、総合チャートであるBillboard 200で138位、『ビルボード』誌のインディペンデント・アルバム・チャートでは11位、同誌のR&Bアルバム・チャートでは91位に達した。また、グラミー賞の最優秀コンテンポラリー・ブルース・アルバム部門を受賞した。
オランダでは、本作からのシングル2作がチャート・インを果たしており、「ドント・ギヴ・アップ・オン・ミー」は90位、「ナン・オヴ・アス・アー・フリー」は88位に達した。
本作が高く評価されたことで、バークは再び、クラシック・ソウル界で最も偉大な現役音楽家の1人として認められることとなった。

## 収録曲
1. ドント・ギヴ・アップ・オン・ミー - "Don't Give Up on Me" (Dan Penn, Carson Whitsett, Hoy Lindsey) - 3:45
2. ファスト・トレイン - "Fast Train" (Van Morrison) - 5:43
3. ダイアモンド・イン・ユア・マインド - "Diamond in Your Mind" (Tom Waits, Kathleen Brennan) - 4:24
4. フレッシュ・アンド・ブラッド - "Flesh and Blood" (Joe Henry) - 6:07
5. ソウル・サーチン - "Soul Searchin'" (Brian Wilson, Andy Paley) - 3:59
6. オンリー・ア・ドリーム - "Only a Dream" (V. Morrison) - 5:09
7. ザ・ジャッジメント - "The Judgment" (Elvis Costello, Cait O'Riordan) - 3:30
8. ステップチャイルド - "Stepchild" (Bob Dylan) - 5:10
9. ジ・アザー・サイド・オヴ・ザ・コイン - "The Other Side of the Coin" (Nick Lowe) - 3:46
10. ナン・オヴ・アス・アー・フリー - "None of Us Are Free" (Barry Mann, Cynthia Weil, Brenda Russell) - 5:29
11. スィット・ディス・ワン・アウト - "Sit This One Out" (Pick Purnell) - 4:33

## カヴァー
- 「ドント・ギヴ・アップ・オン・ミー」は、ジョー・コッカーのアルバム『Hymn for My Soul』（2007年）でカヴァーされた。

## 参加ミュージシャン
- ソロモン・バーク - ボーカル
- クリス・ブルース - ギター
- ダニエル・ラノワ - ギター (on 8)
- デイヴ・パーマー - ピアノ、キーボード
- ルディ・コープランド - オルガン
- デヴィッド・ピルチ - ベース
- ジェイ・ベラローズ - ドラムス、パーカッション
- ベニー・ウォレス - テナー・サックス
- ジーン・マックレイン - バッキング・ボーカル
- ニキ・ハリス - バッキング・ボーカル
- ブラインド・ボーイズ・オブ・アラバマ - バッキング・ボーカル (on 10)